# كاميلي فرديناند دريفوس
كاميلي فرديناند دريفوس هو محامي وصحفي وسياسي فرنسي، ولد في 5 مايو 1849 في باريس في فرنسا، وتوفي بنفس المكان في 15 يوليو 1915. انتخب عضو مجلس الشيوخ في الجمهورية الفرنسية الثالثة ‏ وانتخب عضو المجلس العام ‏ وانتخب نائب فرنسي.